# Arrondissement di Vichy
L'arrondissement di Vichy è un arrondissement dipartimentale della Francia situato nel dipartimento dell'Allier, nella regione dell'Alvernia-Rodano-Alpi.

## Storia
Fu creato nel 1800, sulla base dei preesistenti distretti. Nel 1926 vi fu integrato l'arrondissement soppresso di Gannat. Nel 1942 Vichy sostituì Lapalisse come capoluogo dell'arrondissement.

## Composizione
L'arrondissement è composto da 103 comuni raggruppati in 11 cantoni:
- cantone di Cusset-Nord
- cantone di Cusset-Sud
- cantone di Le Donjon
- cantone di Escurolles
- cantone di Gannat
- cantone di Jaligny-sur-Besbre
- cantone di Lapalisse
- cantone di Le Mayet-de-Montagne
- cantone di Varennes-sur-Allier
- cantone di Vichy-Nord
- cantone di Vichy-Sud